# Листвянка (смт)

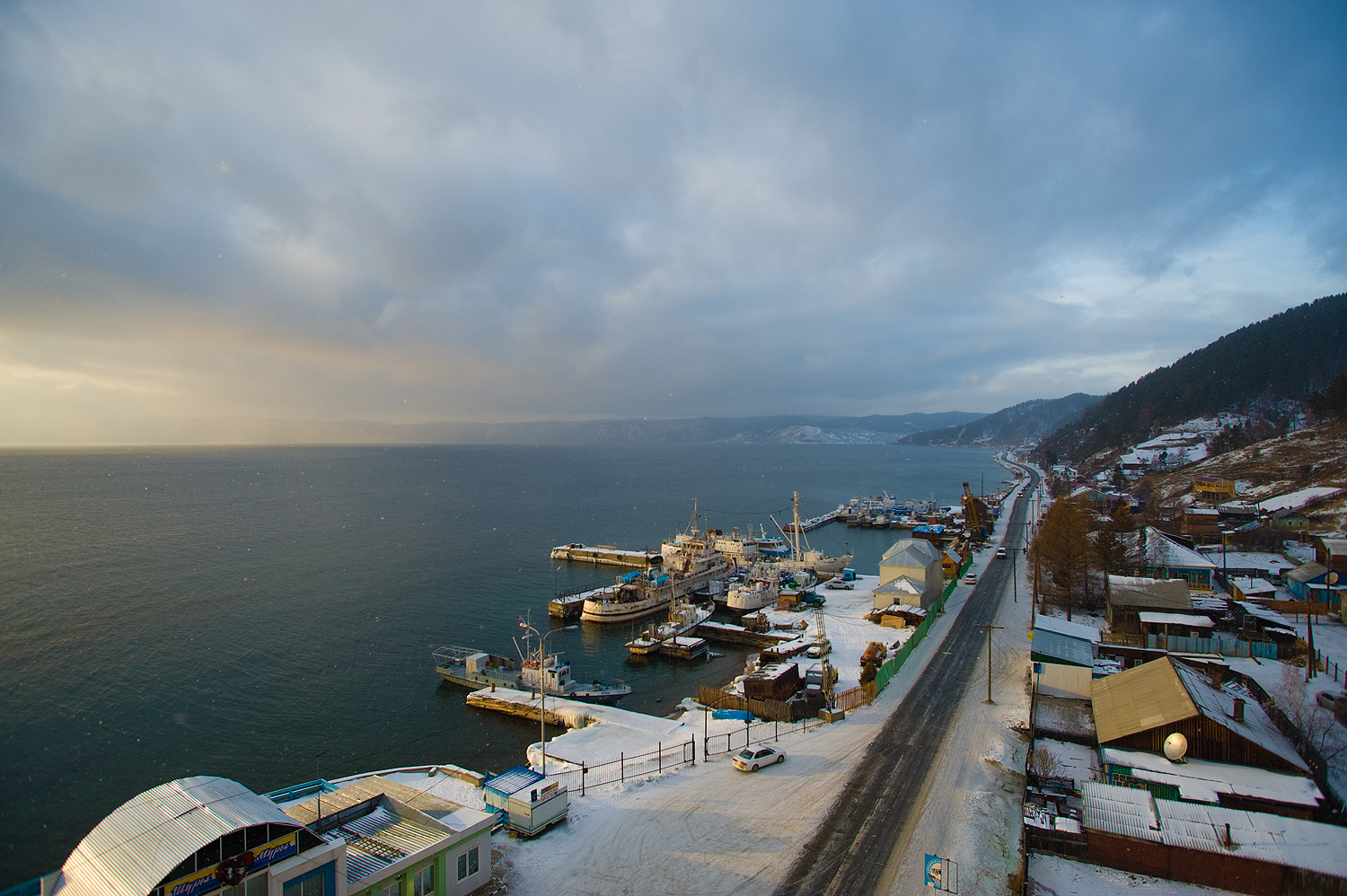
Вид на Листвянку в грудні

Ліствянка — селище міського типу в Іркутському районі Іркутської області Росії. Адміністративний центр Ліствянського міського поселення.

## Етимологія
Свою назву Ліствянка отримала по модринах (рос. лиственица), зростаючим на розташованому поруч Модриновому мисі. Крім того, до початку 20 століття офіційна назва селища було «рос. Лиственничное». Поступово, під впливом спрощено-сленгових назв, було змінено і офіційна назва на «Ліствянка».

## Географія

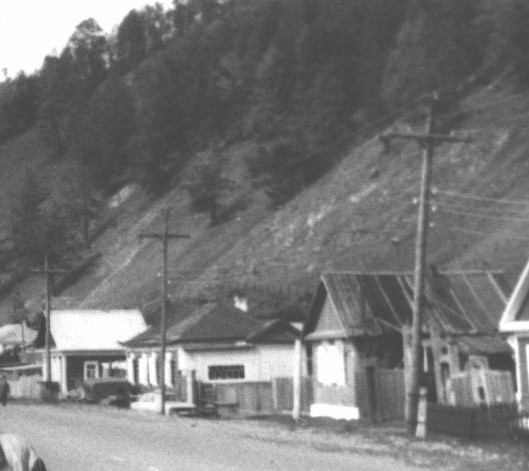
Ліствянка. 1991 рік.

Ліствянка розташована праворуч витоку річки Ангари і витягнута на північний захід уздовж озера Байкал на 5 км.
У Ліствянці в Байкал впадають кілька струмків і річок, найбільша з них — Крестовка.

## Історія

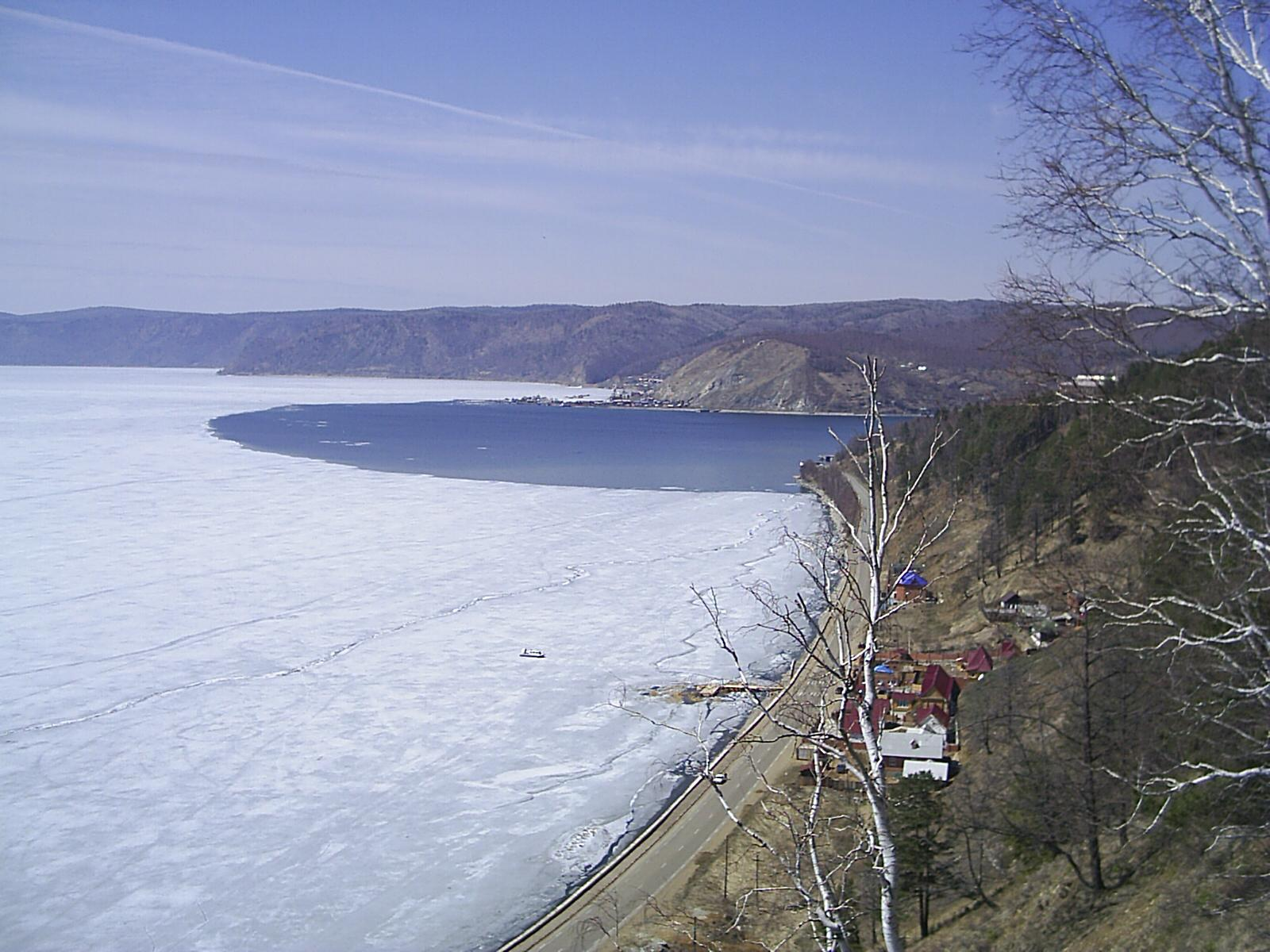
Ліствянка. Вид згори на витік Ангари в середині квітня

Дата виникнення Листвянки точно не відома. Вважається, що поселення стихійно виникло на самому початку XVIII століття, в 1701–1725 рр. Першими жителями були вільні переселенці, вільні козаки, біглі засланці.
Основні події
В 1873 р. Ліственічное є селом Іркутського округу Іркутської губернії.
У 1874 р. тут проживало близько 200 чоловік, а на початку XX століття — близько 1 500. Основними заняттями жителів Ліствянки були промисли: мисливство та рибальство.

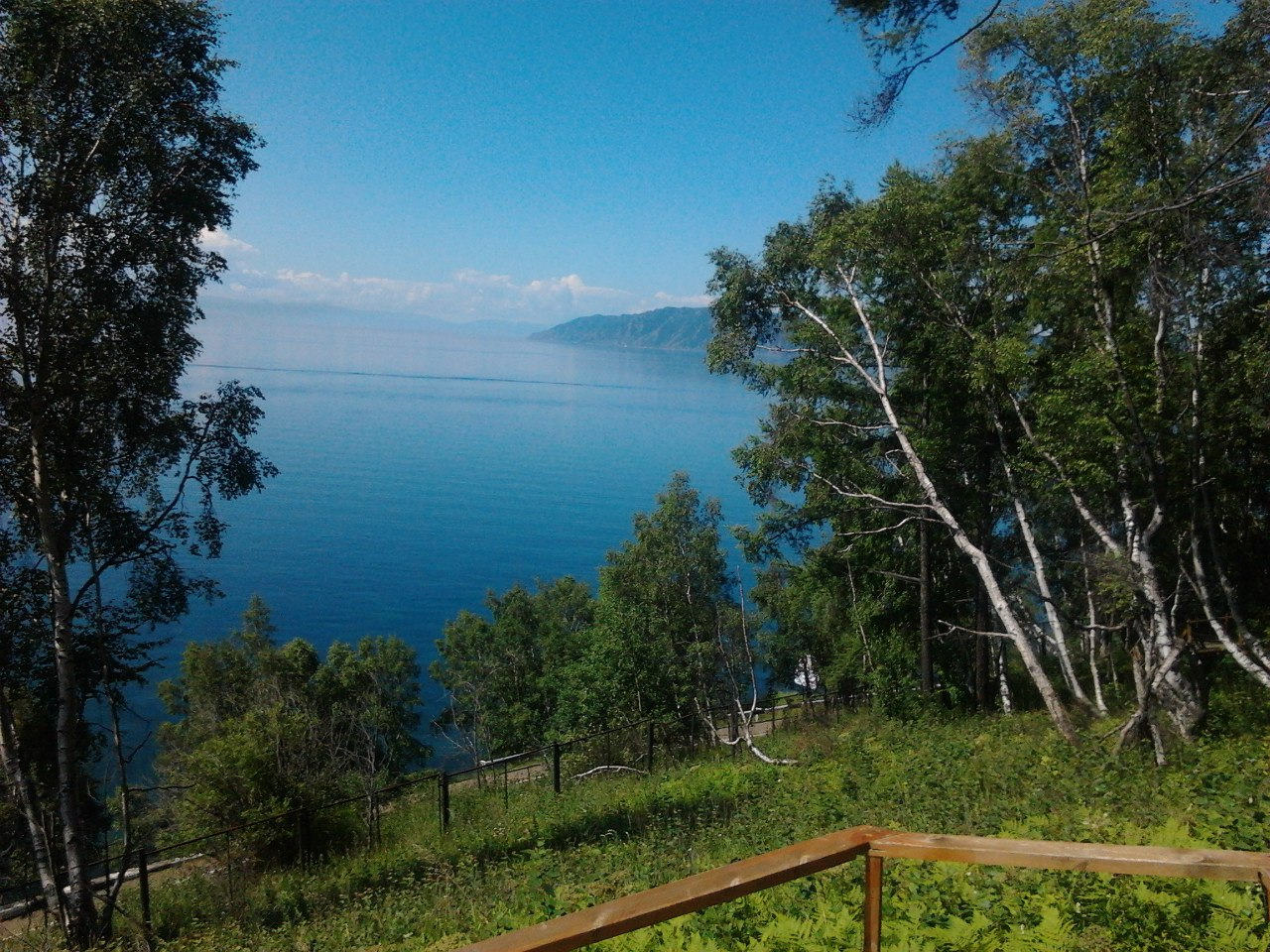
Дендрологічний парк в Листвянці

Звідси відправлялися в наукові експедиції Бенедикт Дибовський і Бернгард Петрі, тут жили і працювали багато видатних дослідників Байкалу. Лімнологічна станція, яка була побудована в Ліствянці, дала початок Лімнологічному інституту АН СРСР.
1 липня 1934 а Президія ВЦВК присвоїла Ліствянці статус селища міського типу.
Після будівництва Іркутської ГЕС 50-х роках ХХ століття, прибережна територія селища потрапила в зону затоплення, у результаті чого первісна дворядна забудова головної вулиці перетворилася в однорядну.

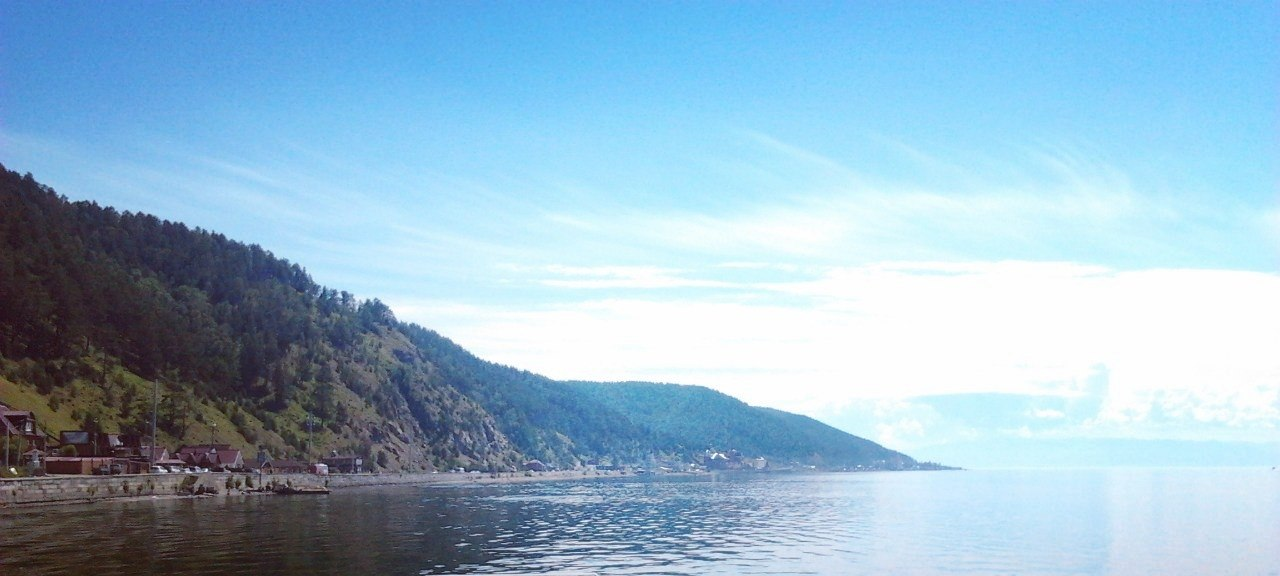
Берег Байкалу в Листвянці

З 5 липня 1984 року по 2 серпня 1995 Ліствянка входила до складу Жовтневого району міста Іркутська.

## Клімат
Незважаючи на те, що Іркутськ знаходиться всього в 65 км від Ліствянки, клімат цих двох пунктів різниться. В Листвянці він має риси морського, хоча офіційно вважається різко контінентальним. Величезні водні маси озера Байкалу в літній період прогріваються до глибини 200–250 метрів і, як акумулятор, накопичують велику кількість тепла. Тому зима в Листвянці значно м'якше, а літо прохолодніше, ніж в Іркутську, Улан-Уде і інших сибірських містах. Також холодніше навесні і тепліше восени.
Мінімум опадів припадає на січень-березень. Максимум на липень-серпень.

## Визначні місця
У Листв'янці знаходяться:

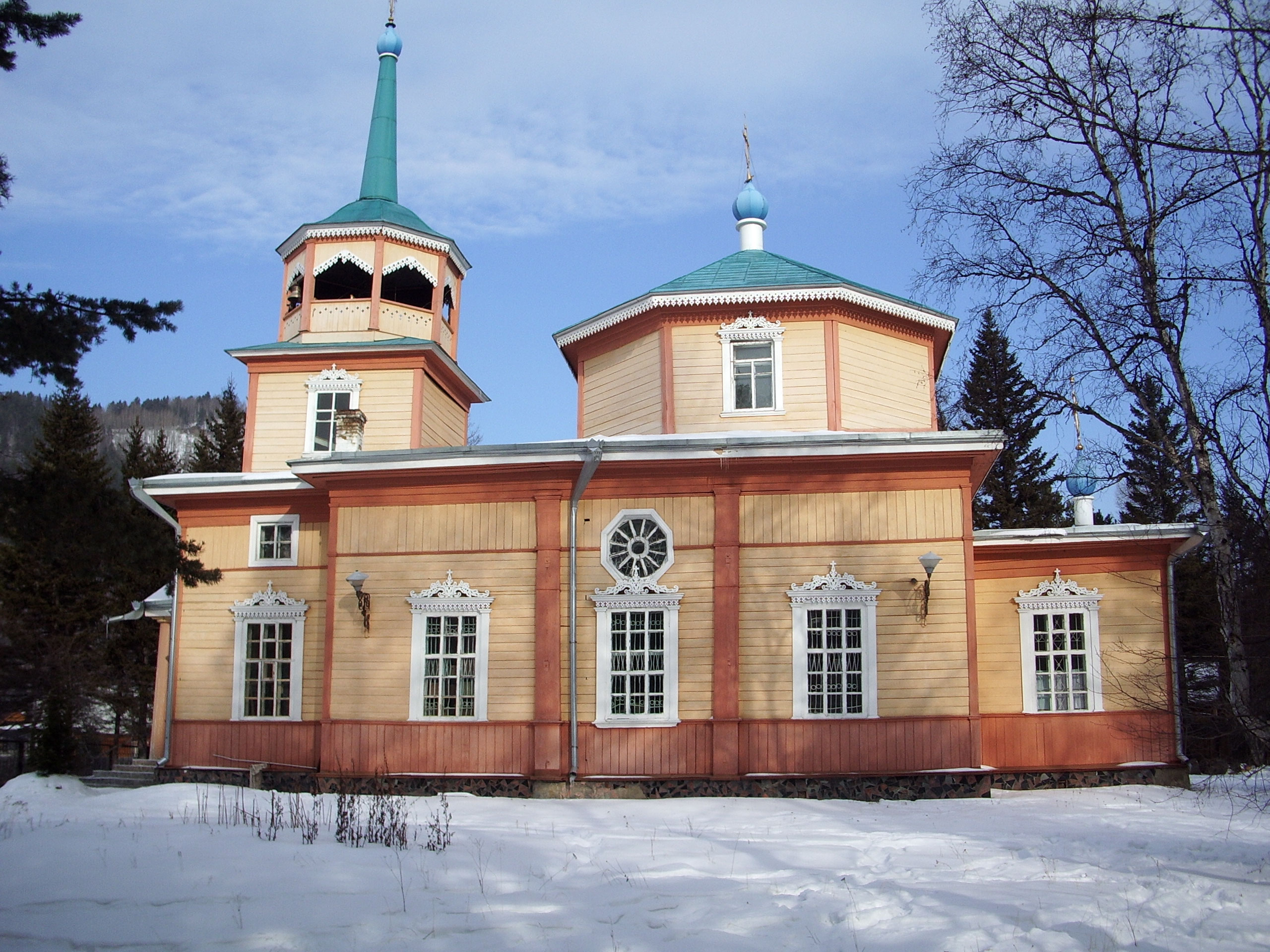
Свято-Микільська церква в Листв'янці

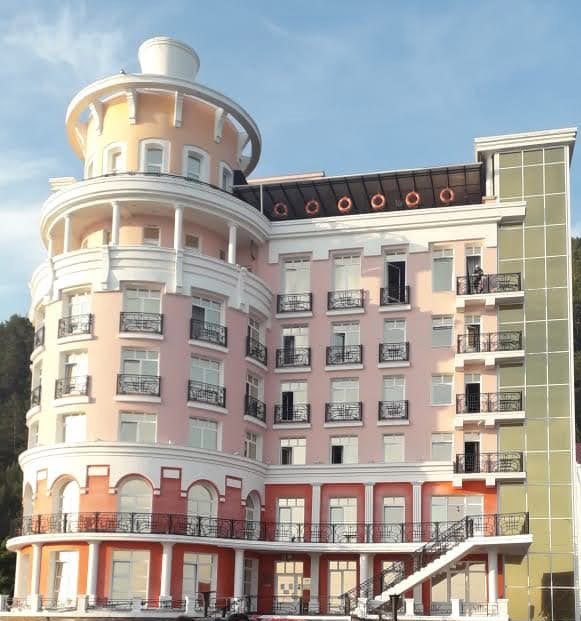
Готель Маяк у Листв'янці, Іркутська область

- Байкальський музей Іркутського наукового центру Сибірського Відділення РАН
- Нерпінарій;
- Байкальська астрофізична обсерваторія;
- Храм святителя Миколая;
- Католицький прихід імені Іоанна Павла II, який отримав це ім'я ще за життя Папи;
- Пам'ятник драматургу Олександру Вампілову;
- Камінь Черського, оглядовий майданчик ;
- Шаман-камінь;
- Гірськолижний центр « Істленд» та оглядовий майданчик «Камінь Черського»;
- На трасі у напрямку до Іркутська розташований Іркутський архітектурно-етнографічний музей «Тальці» (20 км);
- Картинна галерея ім. Володимира Пламеневського;
- Авторський театр пісні на Байкалі, Іркутськ;
- «Ретро-Парк», картинна галерея, виставка скульптур із металу, колекція ретро автомобілів;
- Готель «Маяк», що виділяється своїм зовнішнім виглядом;